# Nidana
Nidana es un término atribuido a Buda Gautama que significa Teoría de la causación (o Cadena de causación).

## Etimología
El término Nidana es sánscrito y proviene de 'Ni' = bajo + forma verbal de la raíz 'Da' = atar. 

## Significados
Tiene dos significados específicos en budismo: El uso más común hace referencia a las "Doce Nidanas" o Concatenación de causa y efecto que es el ciclo de renacimiento tal y como es descrito por Buda Gautama y está relacionado con el concepto de Origen dependiente o Pratītyasamutpāda.
De forma menos común, el también es utilizado en referencia a las dhyanas o fases de la meditación budista. 
Aunque ambas son cadenas de causación, los doce nidanas del samsara son vistos por el budismo como seres conducidos por la fuerza del karma en sucesivos renacimientos basados en la ignorancia (avidya), mientras el nidana de las dhyanas, en contraste, son conducidos por la fuerza de la práctica espiritual y por tanto bajo control del individuo. En este sentido, son conceptos opuestos el uno del otro: como las escaleras, uno lleva hacia abajo y la vida terrenal y el otro lleva hacia arriba nirvana.